# Stéphane Goldet
Pour les articles homonymes, voir Goldet.
 (juillet 2023).
Stéphane Goldet, née le 19 mai 1954 à Paris, est une musicologue, écrivain et productrice de radio française.

## Biographie
Productrice pour Radio France depuis 1978, Stéphane Goldet anime sur France Musique des émissions (l’Atelier des chanteurs, Sacrées musiques) qui mettent en évidence les différents aspects de l'interprétation, spécialement par le travail du chant. Dans le cadre de l'émission Lettres intimes, elle présente un dictionnaire du Lied. De septembre 2013 au 1er juillet 2017, elle présente chaque week-end sur France Musique les émissions Prima la Musica et Plaisirs du quatuor.
Elle a contribué à plusieurs guides des opéras chez Fayard : de Mozart, de Verdi, de Wagner, ainsi qu'au Guide de la mélodie et du lied (Fayard). Elle a publié un livre sur le quatuor à cordes au XXe siècle, chez Actes Sud. Son livre sur Hugo Wolf publié par Fayard en 2003 a été couronné de plusieurs prix (grand prix des Muses, prix de la critique).

## Publications
- Quatuors du XXe siècle, Paris, Ircam-Actes Sud, 1989, 125 p.,  (ISBN 2-86943-030-2).
- Hugo Wolf, Paris, Fayard, 2003, 934 p.,  (ISBN 978-2213616919).

## Divers
- Descendante de la 4e génération d’Émile et Louise Deutsch de la Meurthe.[réf. nécessaire]
- Elle a également parmi ses ancêtres le compositeur Jacques Offenbach